# 1377

## Родени
- Филипо Брунелески, италиански архитект

## Починали
- Владислав I, владетел на Влашко
- Ибн Батута, марокански пътешественик